# 舟溪镇
舟溪镇，是中华人民共和国贵州省黔东南苗族侗族自治州凯里市下辖的一个乡镇级行政单位。

## 行政区划
舟溪镇下辖以下地区：
舟溪村、屯上村、苗岭村、舟南村、青山村、里禾村、大中村、平中村、营盘村、新光村、白师村、石青村、果园村、新龙村、青杠村、枫香村、曼洞村、情郎村和大塘村。
2019年8月8日调整舟溪镇部分行政区划，行政区划调整后，舟溪镇辖新中村、舟南村、舟溪村、青龙村、新光村、情郎村、枫香村、营盘村、曼洞村、大塘村、里禾村、果园村。